# Clark Smith (Schwimmer)
Clark Smith (geboren am 17. April 1995 in Atlanta, Georgia) ist ein ehemaliger US-amerikanischer Schwimmer. 2016 gewann er bei den Olympischen Sommerspielen in Rio de Janeiro mit der 4-mal-200-Meter-Freistilstaffel die Goldmedaille.

## Leben
Smith ist der Sohn von John und Tori Smith, welche beide an der Universität of Texas schwammen. Sein Vater John war NCAA-Champion für die Texas Longhorns. Smiths Mutter nahm für die USA an den Olympischen Sommerspielen 1984 in Los Angeles teil.
Im Mai 2013 brach Smith den High-School-Landesrekod (NISCA) über die 100 Yards Schmetterling in einer Zeit von 46,42 Sekunden. Als Freshman an der University of Texas, schaffte Smith es nicht, sich für die NCAA Championships 2014 in Austin, Texas, zu qualifizieren. Im darauffolgenden Jahr konnte sich Smith für die NCAA Championships 2015 qualifizieren und gewann sogar einen Titel über die 500 Yards Freistil. Dies half dem Longhorns-Team den Mannschaftstitel zu gewinnen. Er hielt gleichzeitig den amerikanischen Rekord über die 500 Yards Freistil mit einer Zeit von 4:08:42 min, die 1000 Yards Freistil in einer Zeit von 8:33,93 min, die 1650 Yards Freistil mit einer Zeit von 14:22,41 min und die 800-Yards-Freistilstaffel mit einer Zeit von 6:08,61 min. Drei der vier Rekorde stellte er während den NCAA Championships 2017 in seinem Jahr als Senior auf.
Bei den US Olympic Trials 2016 konnte sich Smith für die 4-mal-200-Meter-Freistilstaffel qualifizieren. Für die Staffel schwamm er als erster Starter im Vorlauf und half dabei, diese auf dem zweiten Platz ins Finale zu bringen. Die Staffel schwamm ohne ihn im Finale auf den ersten Platz und holte Gold.
Im Jahr 2017 konnte er sich für die Weltmeisterschaften im selbigen Jahr qualifizieren. Smith verpasste das 400-Meter-Freistilfinale und landete auf Platz 12 in einer Zeit von 3:47,12 min. Über die 800 Meter Freistil wurde er Zehnter mit einer Zeit von 7:51,83 min. Im Vorlauf der 4-mal-200-Meter-Freistilstaffel schwamm Smith und half so dabei, die Staffel der USA auf Platz sieben ins Finale zu bringen. Blake Pieroni, Townley Haas, Jack Conger und Zane Grothe schwammen dann im Finale auf Platz drei.